# Часопис Весник (1915)
Часопис Весник је (неуспело) војно издање које је штампано у Скадру (децембра 1915), где се тада налазила српска војска, након повлачења српске војске из Србије.

## Оснивање часописа
Један од оснивача и сарадника овог часописа је био Андра Милосављевић, који је рекао да је неколико новинара за време избеглиштва у Скадру уочило потребу да се покрене један српски лист, који би, ма и у скученом формату, могао да обавештава избеглице и војску о тадашњим догађајима. За ово прилике нису биле ни најмање повољне, али су се новинари ипак постарали да то и остваре. Инцијатор је за покретање листа био пок. Милан П. Савчић, а сарадници су му у овом послу било Миомир Миленковић, Димитрије Стевановић. Андра Милосављевић, Милорад Петровић, Стојан Церовић и још неколико њих, који су се обратили Влади за помоћ. Тадашњи министар пољопривреде и заменик министра финансија у Пашићевој влади, др. Војислав Маринковић је одма изашао у сусрет и ставио им на располагање материјална средства.
Највећа је тешкоћа за издавање листа била то што у Скадру није било штампарије ни са ћирилицом ни са српском латиницом, па је дневник писаном албанском (арбанашком) латиницом. Једина штампарија која им је била на располагању је била ручна штампарија дон Ноца Никаја.

## Забрана због шале о Црногорцима
По организивању посла, у петак 17/30. децембра 1915. изашао је први и једини број Весника. Гувернер Скадра, у то време генерал Радомир Вешовић, који је претходно већ дао дозволу за изажење листа, забранио је већ овај први број због рубрике "Регистар" на првој страници листа, јер је ту нашао увреду за Црногорце.
И поред свих инцијатива новинара да им се омогући даље издавање листа генерал Вешовић није хтео да повуче своју наредбу о дефинитивној забрани листа. Тако је пропао први покушај издавања српског листа у Скадру.